# Hister laevimargo
Hister laevimargo är en skalbaggsart som beskrevs av Lewis 1900. Hister laevimargo ingår i släktet Hister och familjen stumpbaggar. Inga underarter finns listade i Catalogue of Life.